# 成都太古里
成都太古里，原指成都遠洋太古里（英語：Sino-Ocean Taikoo Li Chengdu），位於中国四川省成都市锦江区商业零售核心地段，并与春熙路购物商圈接壤，是一個总楼面面积逾12万平方米（逾131万平方英尺）的开放式、低密度的街区形态购物中心，由太古地產联合远洋地产發展。此項目於2015年4月下旬開幕，有約300間零售及餐飲商舖，及約800個車位。該項目毗邻千年古刹大慈寺、六座古建築及都会风尚酒店博舍与42间客房的服务式公寓。寫字樓部分與酒店皆為英國MAKE Architects設計作品，寫字樓命名為睿東中心。而此寫字樓則於2013年8月7日由發展商宣佈以約人民幣21億元售出。整个商业综合体楼面面积约26.9万平方米（逾290万平方英尺）。综合体与成都地铁2号线及3号线的换乘站春熙路站直接连通。2023年8月23日，太古地産宣佈將旗下位於成都的零售主導綜合發展項目正式更名爲「成都太古里」，取代項目原有名稱成都遠洋太古里。

## 历史
成都远洋太古里所属的大慈寺街区改造项目肇始于2002年。在1981年和1998年先后被划定为文物保护区和历史文化保护区后，2002年成都市政府耗资13亿元人民币对大慈寺街区285.5亩老旧建筑全部拆迁。这是成都彼时最大的棚户区改造项目。在次年9月编制的《成都市春熙路-大慈寺片区城市设计及历史街区保护整治规划》里，提出把大慈寺“打造为本土传统步行文化艺术商业集聚区”。2005年出台的《成都大慈寺片区控制性详细规划》进一步提出要在修复历史建筑的同时新建建筑“具有民国和清代风貌，限高12米”。随后，由政府主导的大慈寺片区改造项目启动。2008年，一期川西风格的明清仿古街区建设完成。但建成后，该改造建筑并未投入使用。相反，2011年3月，建成即闲置的大慈寺仿古建筑因政府官员认为和彼时成都最成功的历史街区保育项目宽窄巷子相比“未达到要求和效果”，被连夜拆除，损失达四千万元人民币。政府单一主导的大慈寺片区改造宣告失败。
在2010年底，远洋地产和远洋地产斥资20余亿元人民币购入大慈寺片区和东大街9号地块，参与到大慈寺片区改造项目当中。2013年1月，大慈寺片区模拟搬迁签约率达到97.71%，大慈寺全片区改造进入实质性阶段。2014年10月31日，成都远洋太古里向公众开放，进入体验期；2015年4月24日，成都远洋太古里正式开业。在开放到正式开业的这段时期，古驰、方所、爱马仕、无印良品和星巴克等主力店面陆续开业。开业后，成都太古里人气高涨。2014年底出租率达83%，2015年出租率即达到88%，随后逐年攀升，在2018年达到99%。
2022年12月25日，遠洋地產宣布將分3階段轉讓所持有的成都遠洋太古里及物管集團之所有股權予太古集團。交易完成後，太古里將成為太古集團全資旗下之商場。

## 设计

成都太古里概貌
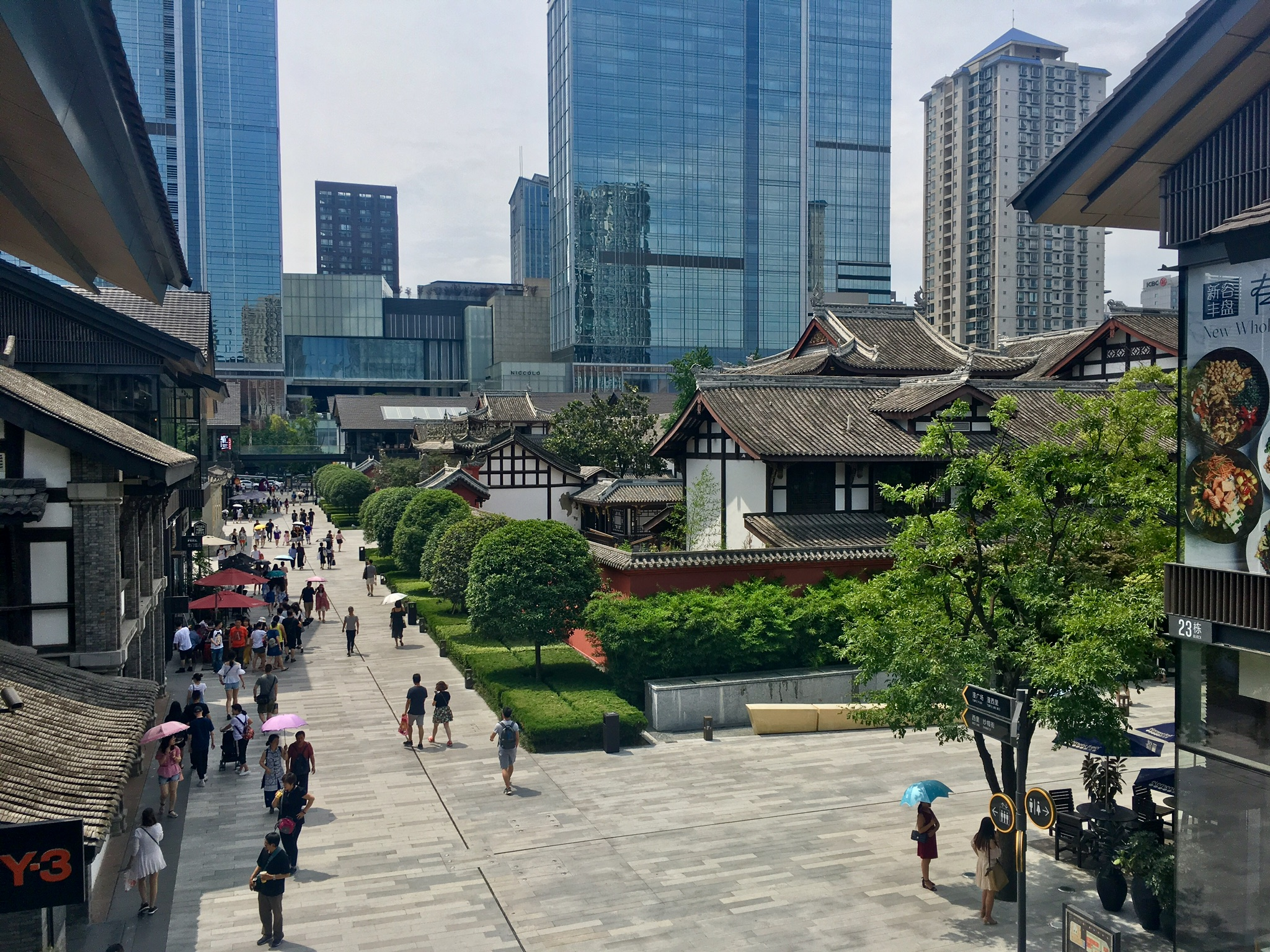
自东里望向漫广场、大慈寺
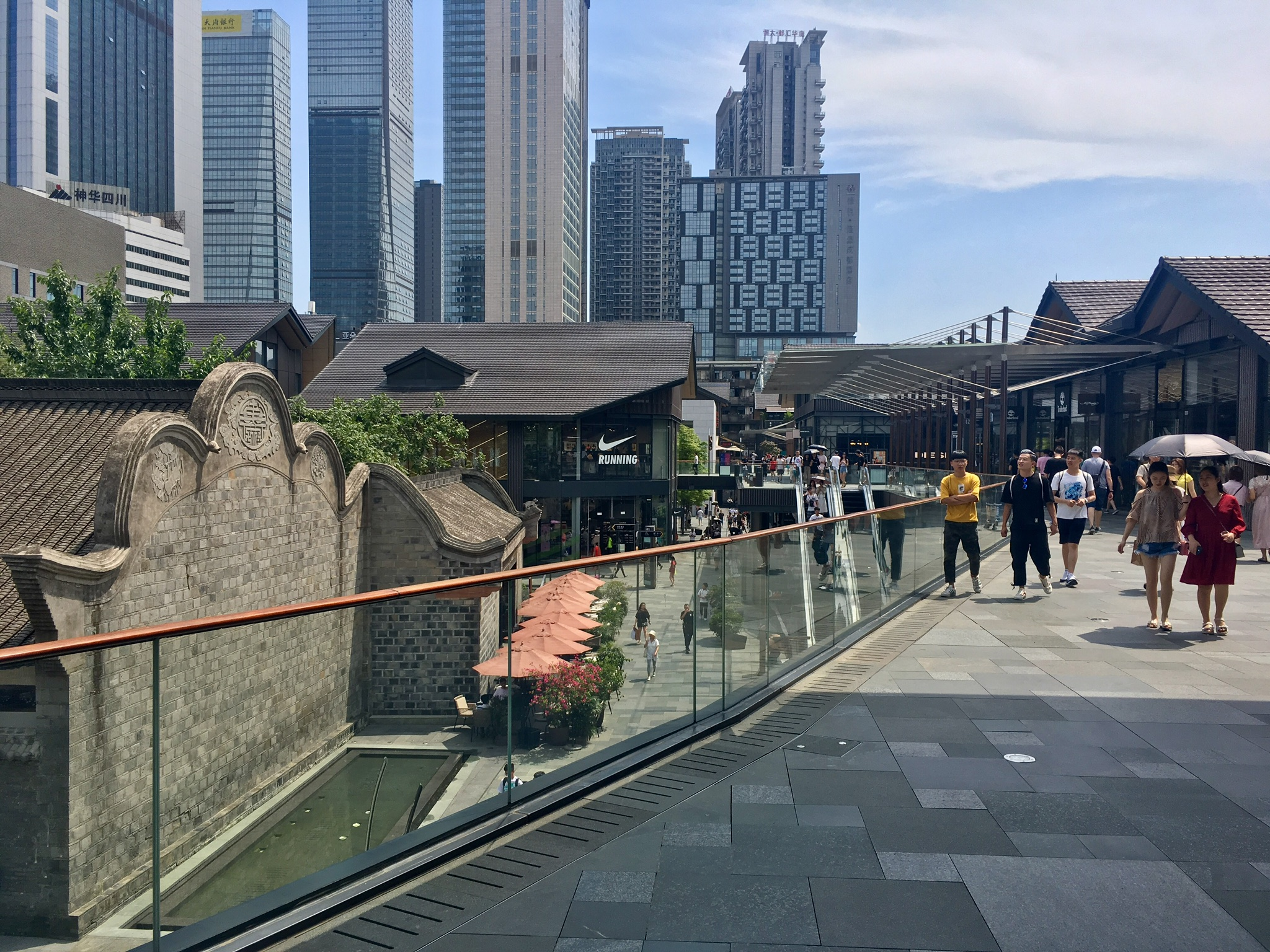
东里望向Apple 成都太古里方向
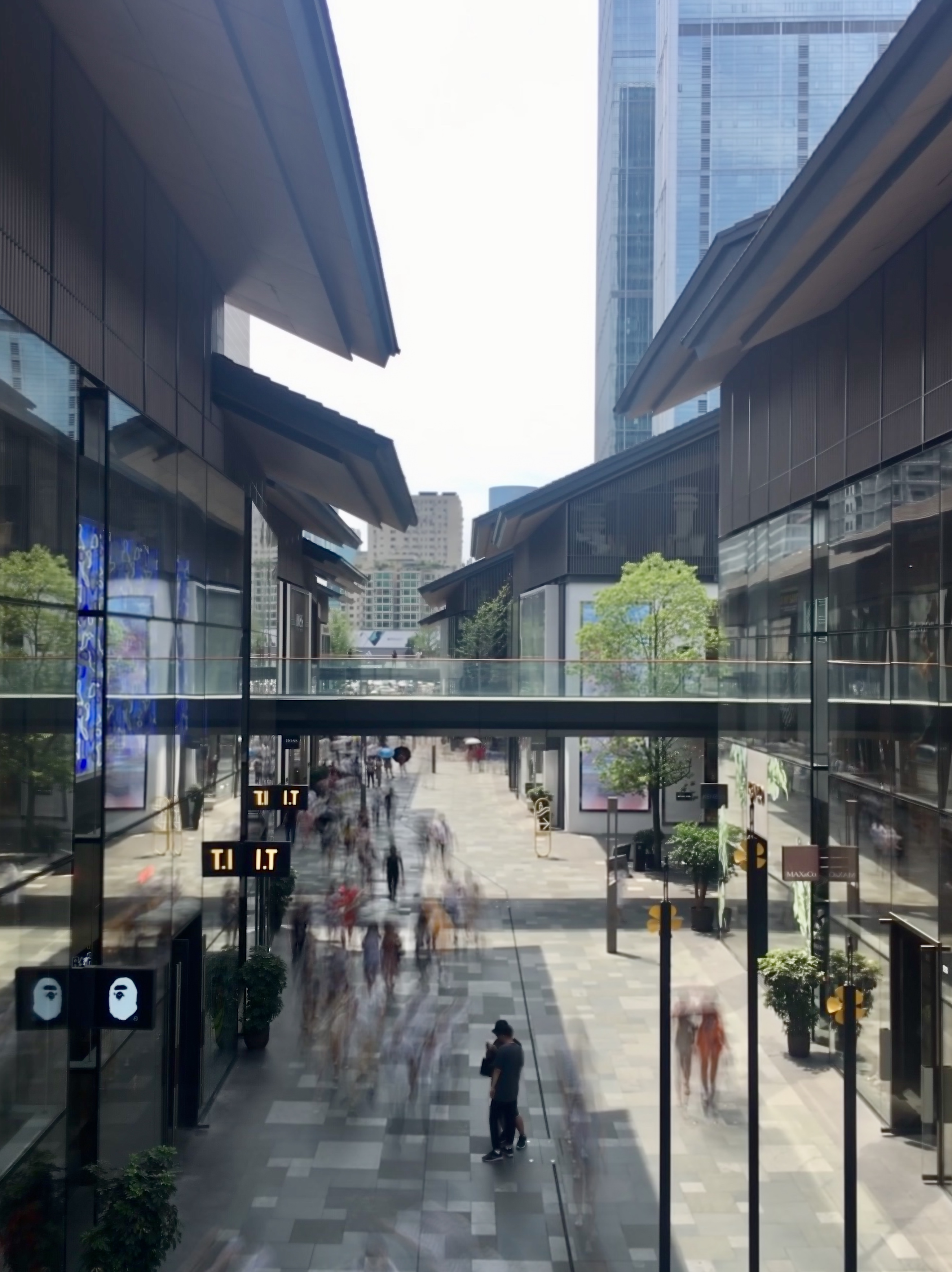
太古里主街
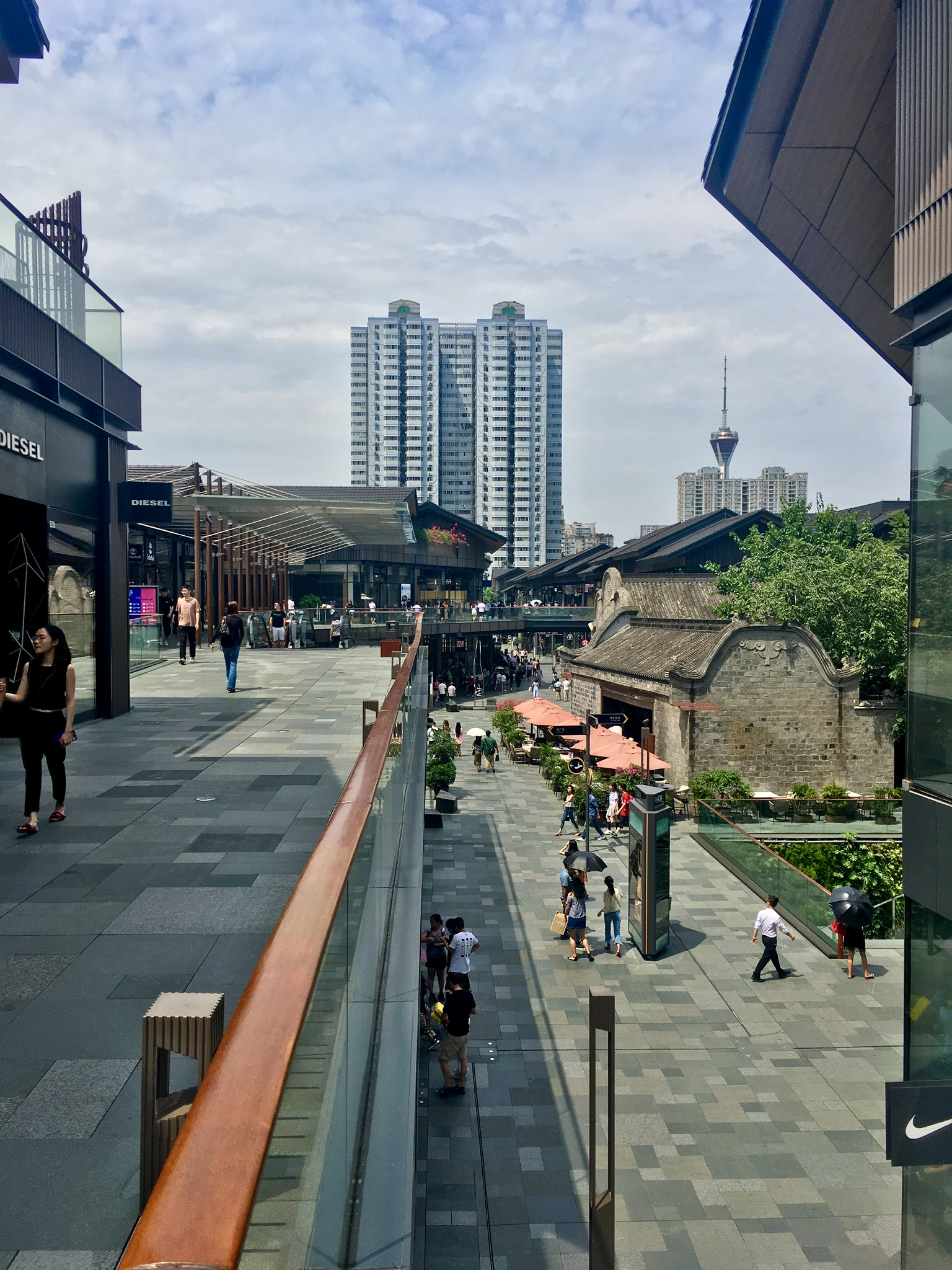
东里望向东北方向，可见远处的四川电视塔
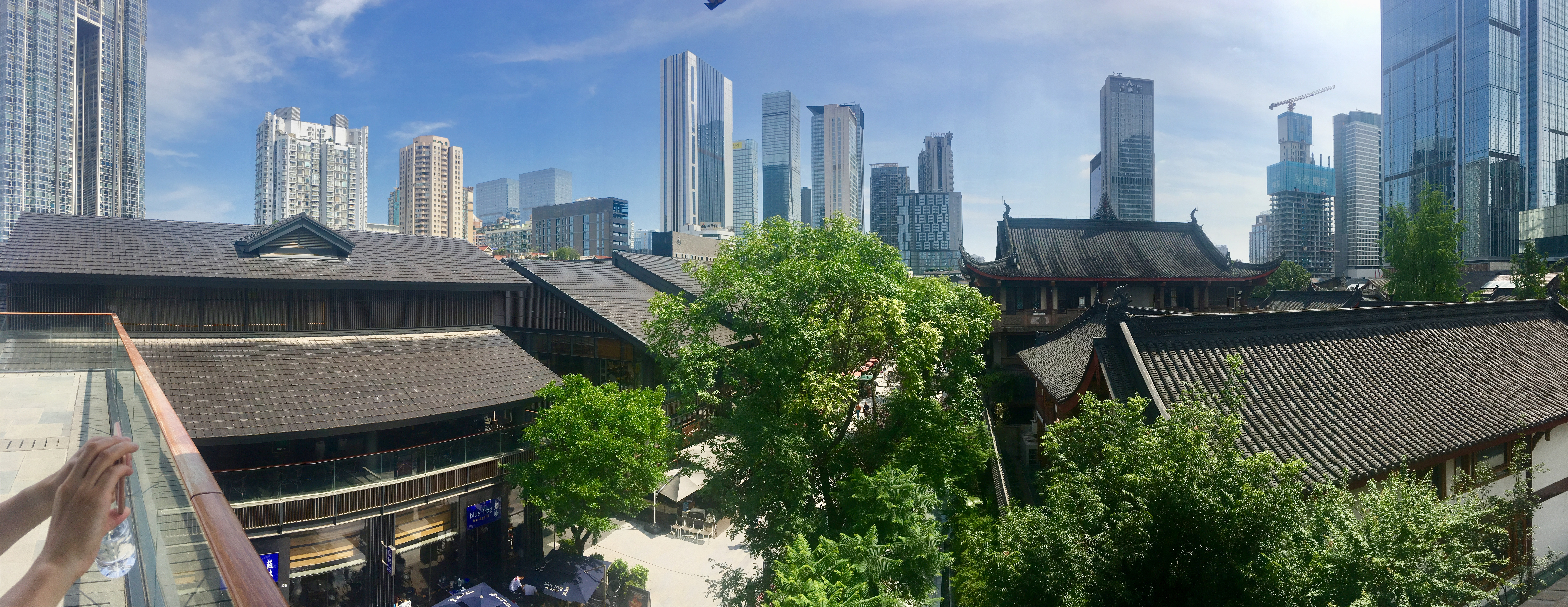
自太古里无印良品旁三楼平台所见的太古里全貌

### 概览
成都远洋太古里由欧华尔顾问有限公司（the Oval partnership）负责整体设计。而地下商场部分由建筑师Elena Galli Giallini与Spawton Architecture事务所共同设计，博舍酒店与睿东中心写字楼的设计则由MAKE建筑事务所完成。
从保全和保育具有1400年历史的成都大慈寺历史街区城市记忆出发，成都远洋太古里延续了太古地产在中国内地的前作——北京三里屯太古里“开放性城市”的设计概念。成都太古里以大慈寺为核心，借由快里、慢里两组街巷延展开来，布局30座2至3层高的独栋商店，又穿插以园林与水景，形成不同于一般封闭式卖场的开放、闲适、自然而又充分还原旧有城市肌理的购物街区。六处被修复的历史建筑与若干先锋艺术装置散落其间，并在新的环境中被重新活化。地下商场也不同于一般依赖人工照明的设计，灵感来自地下暗河与峡谷的购物街通过天窗获得自然采光；与地面的连接也在布有绿植的下沉广场里进行。春熙路-盐市口商圈林立的奢侈购物中心与超甲级写字楼间，成都太古里低密度的设计呼应了成都历史上细碎绵延的城市肌理，亦呼应成都市民喜好户外的习惯，为市民提供了一块休憩地。

### 建筑设计
成都远洋太古里的建筑设计灵感来自《清明上河图》中的街市场景。基于协调大慈寺与街区内已有六座古建筑的要求和大慈寺街区作为菜市的历史，采用简洁的退台式立方体块外观，却又饰以灰瓦坡屋顶、挑檐和木色立面，既呼应了历史建筑外观又免于一味的造型模仿。各店铺建筑通过屋檐、线框、格子窗的元素传承了传统四川民居中山墙、骑楼、穿斗和花窗等结构，却又因为大量运用现代材料而保持了现代主义的大致观感。建筑并未在细节上过多雕饰，形成一个个“画框”来把视觉焦点让位于“主角”——镶嵌其中的各色店面。各个建筑高度控制在18米以内，而街巷宽度则在7-13米之间。二者的搭配形成宽高比1-2的步行街，令到访者在室外拥有舒适的步行体验。

### 街巷设计
成都远洋太古里的街巷布局分为三级：串联各历史建筑和广场园林的文化遗产廊道、布置主力奢侈及时尚店面的外圈层“快里”和布置餐饮、休闲娱乐店面与园林场所的内圈层“慢里”。自外围高层建筑街区进入太古里，通过快里的缓冲，到达内部大慈寺周围的“慢里”时，气氛与节奏得到自然的缓和，也帮助寺庙维持安宁的宗教环境。在快里，街巷上并未安放多余物品，纯粹让店面成为视觉焦点，营造繁华热闹的感受。在慢里，则运用了更多的植物、水景和浅色石材，营造轻松闲散的氛围，也和大慈寺的红墙搭配更加和谐。除此之外，太古里在设计上强调空间的开放性、包容性。二层伸展开的走廊、延伸到室外的餐厅和遍布全区域的公共座椅模糊了室内外空间的界限。而业态上刻意的混合和公共空间的点缀则让一般奢侈购物区的疏离感被自由感所取代，进一步吸引了人流。

### 公共艺术装置
成都远洋太古里内布置了21处公共艺术装置。它们由国际知名艺术家或成都本地艺术家创作。
- 《穿行》
- 《知石》
- 《穿越》
- 《邂逅》
- 《绽放》
- 《闲居》
- 《快活》
- 《大花》
- 《圆趣》
- 《漫想》
- 《婵娟》
- 《愿景》
- 《守候》
- 《蓉杏》
- 《父与子》
- 《成都樱桃》
- 《四川草莓》

## 被保留的历史建筑

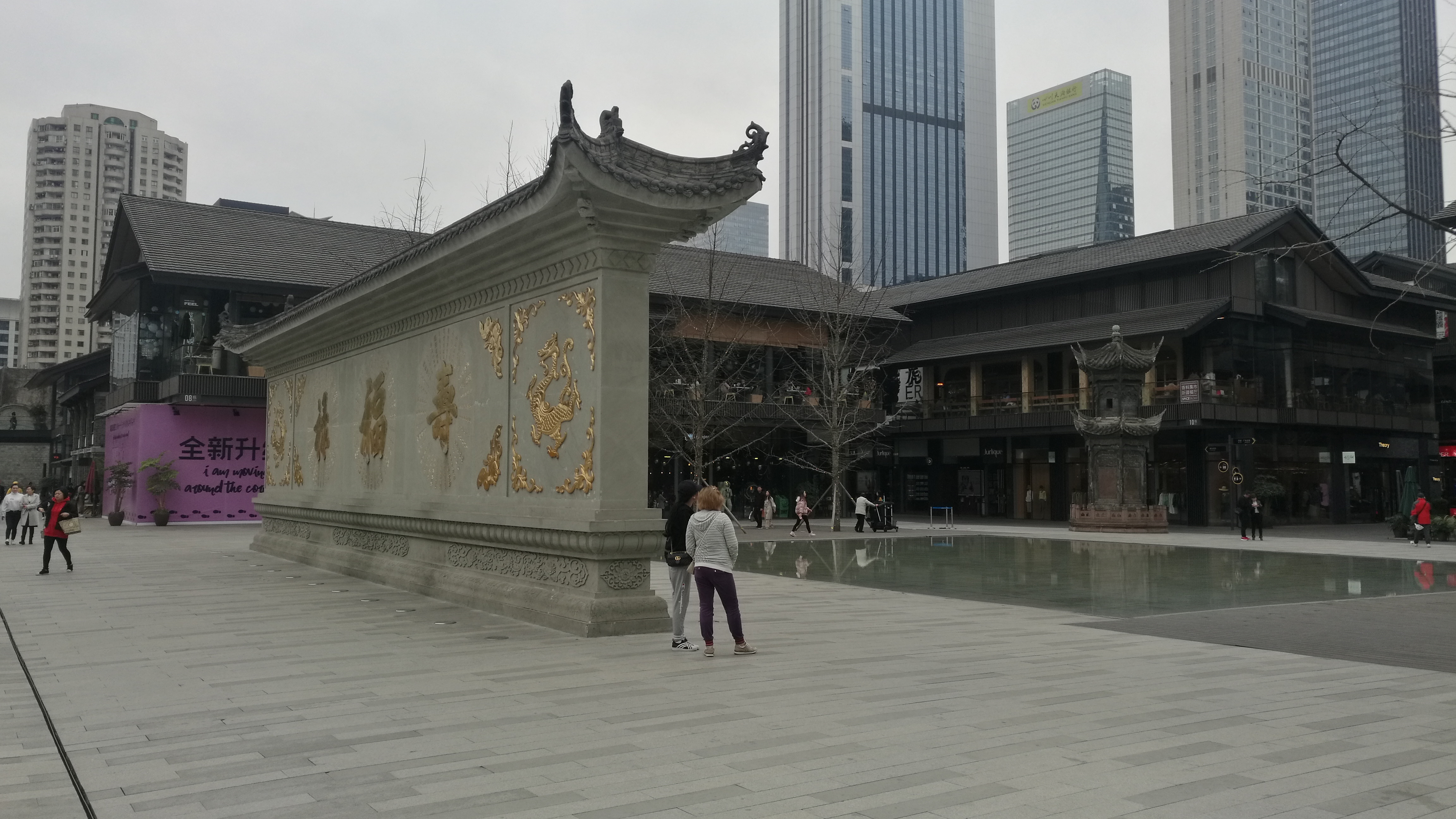
大慈寺照壁

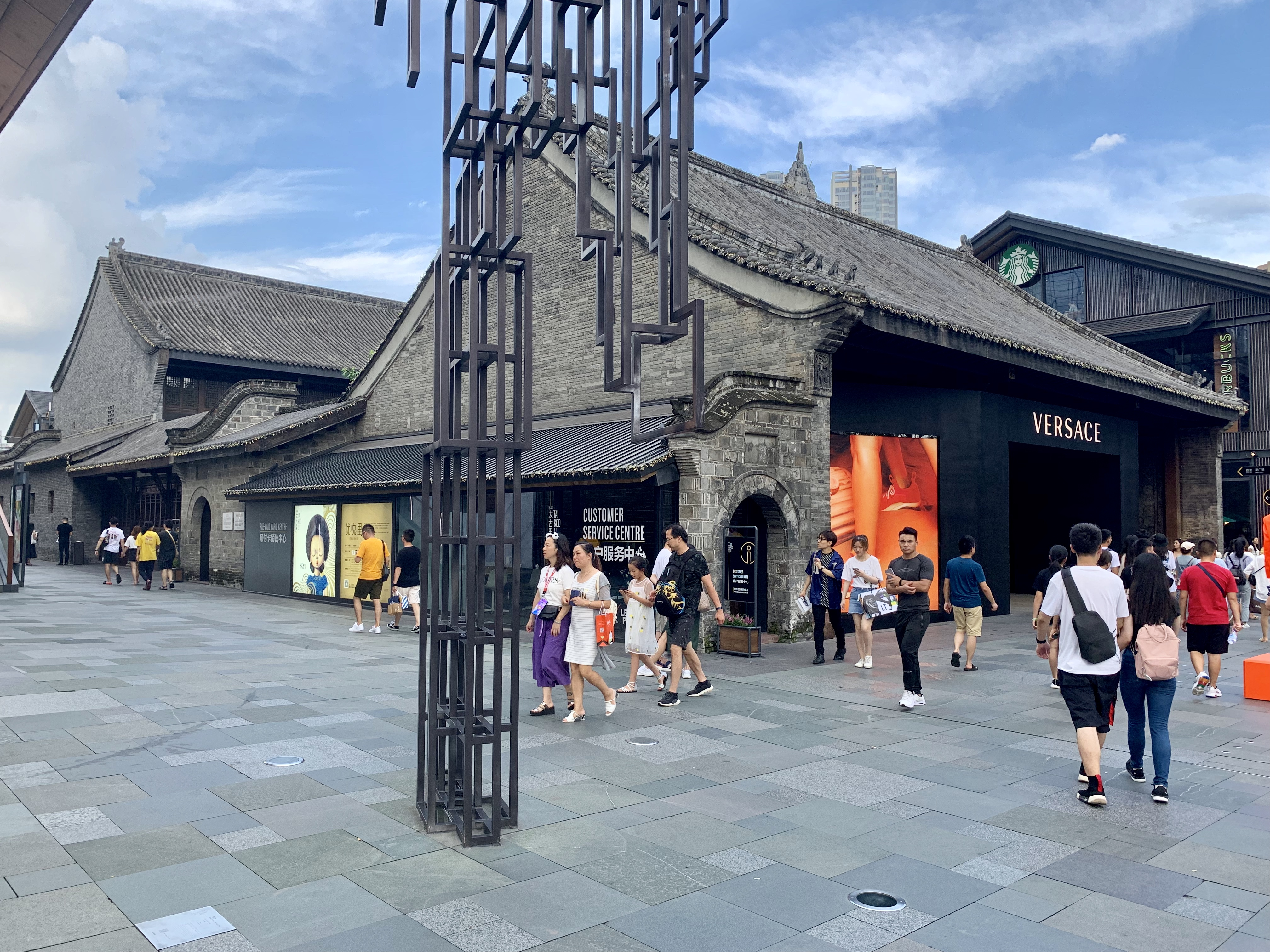
广东会馆

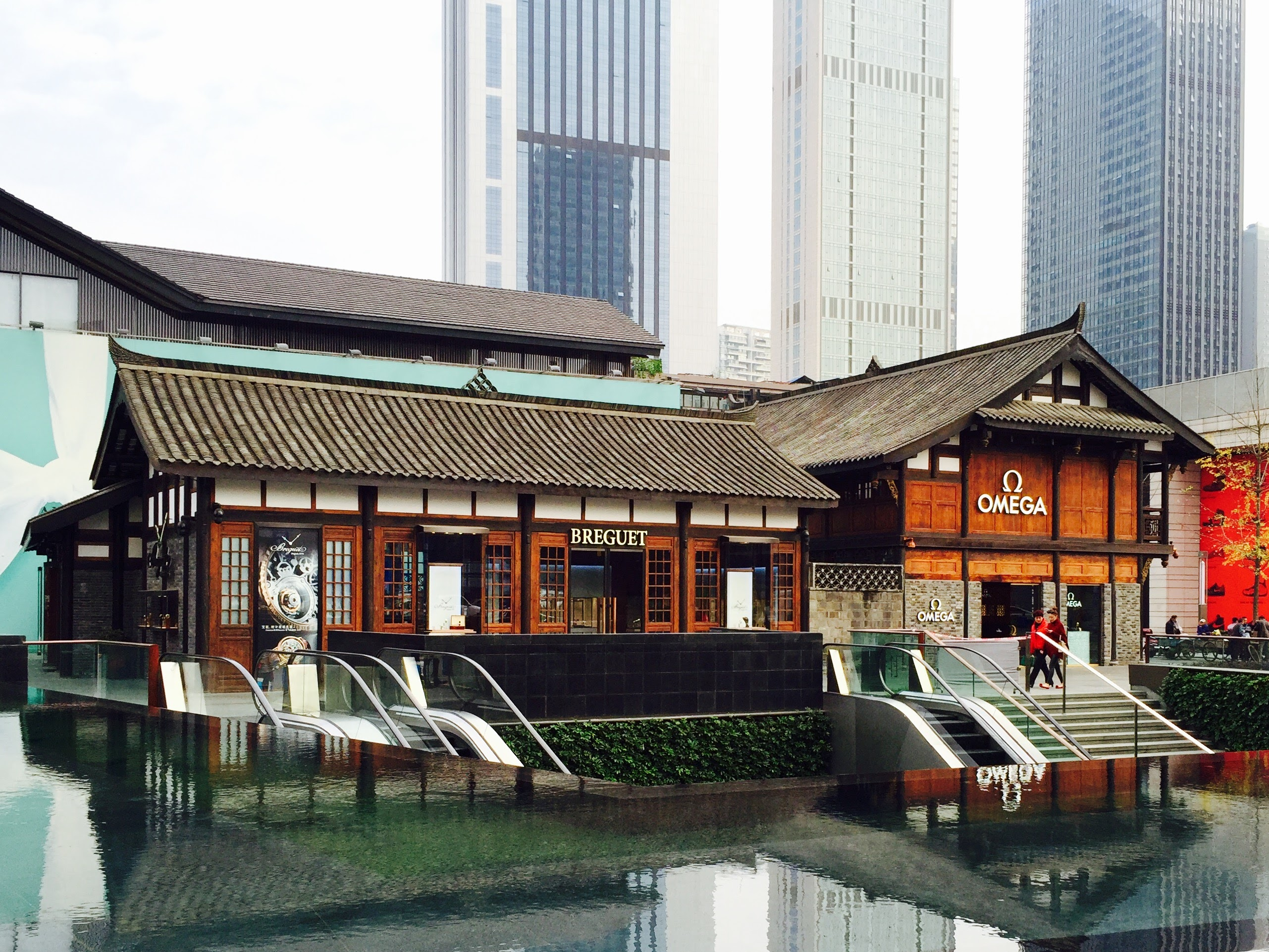
欣庐

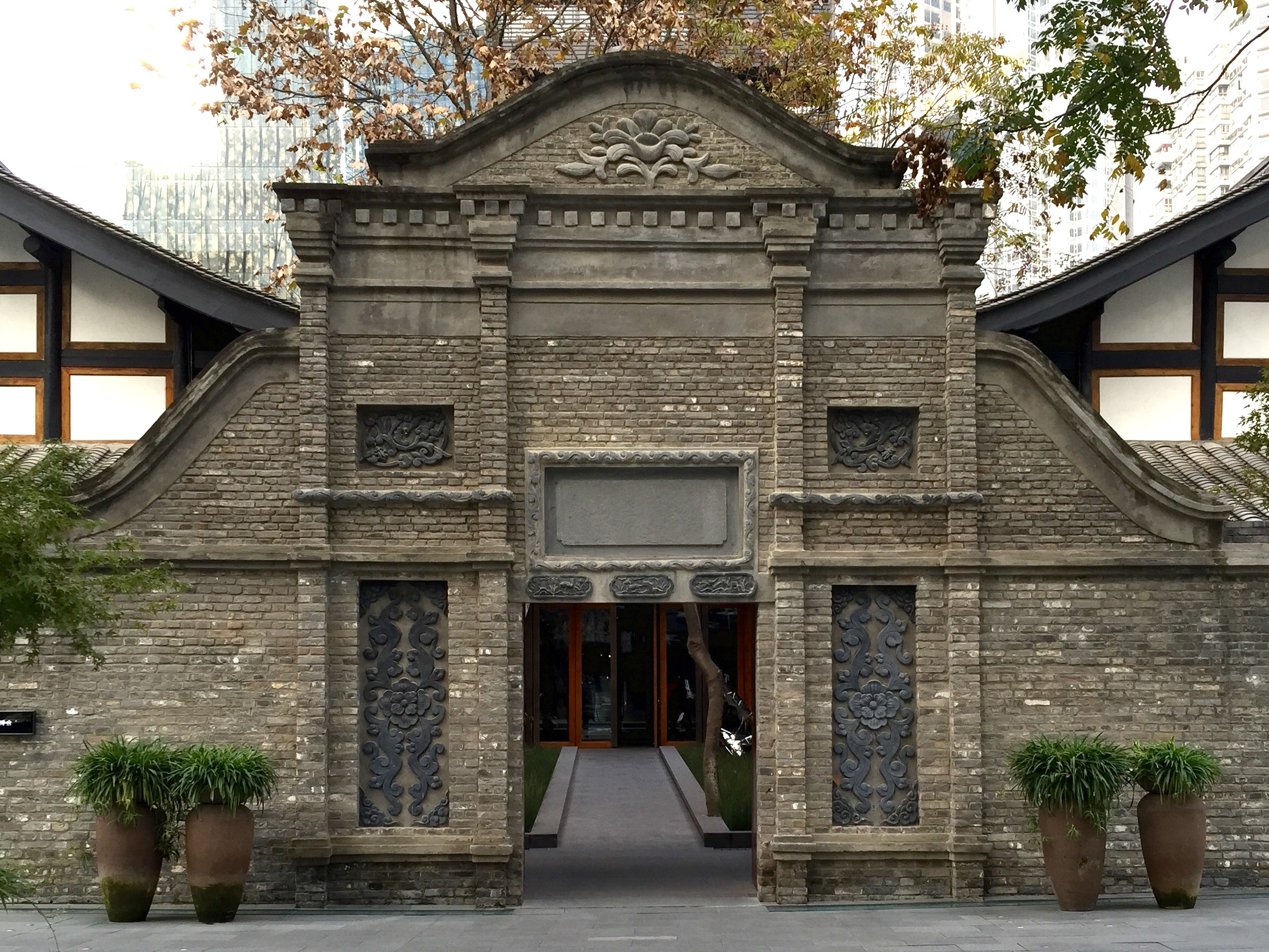
笔贴式街15号

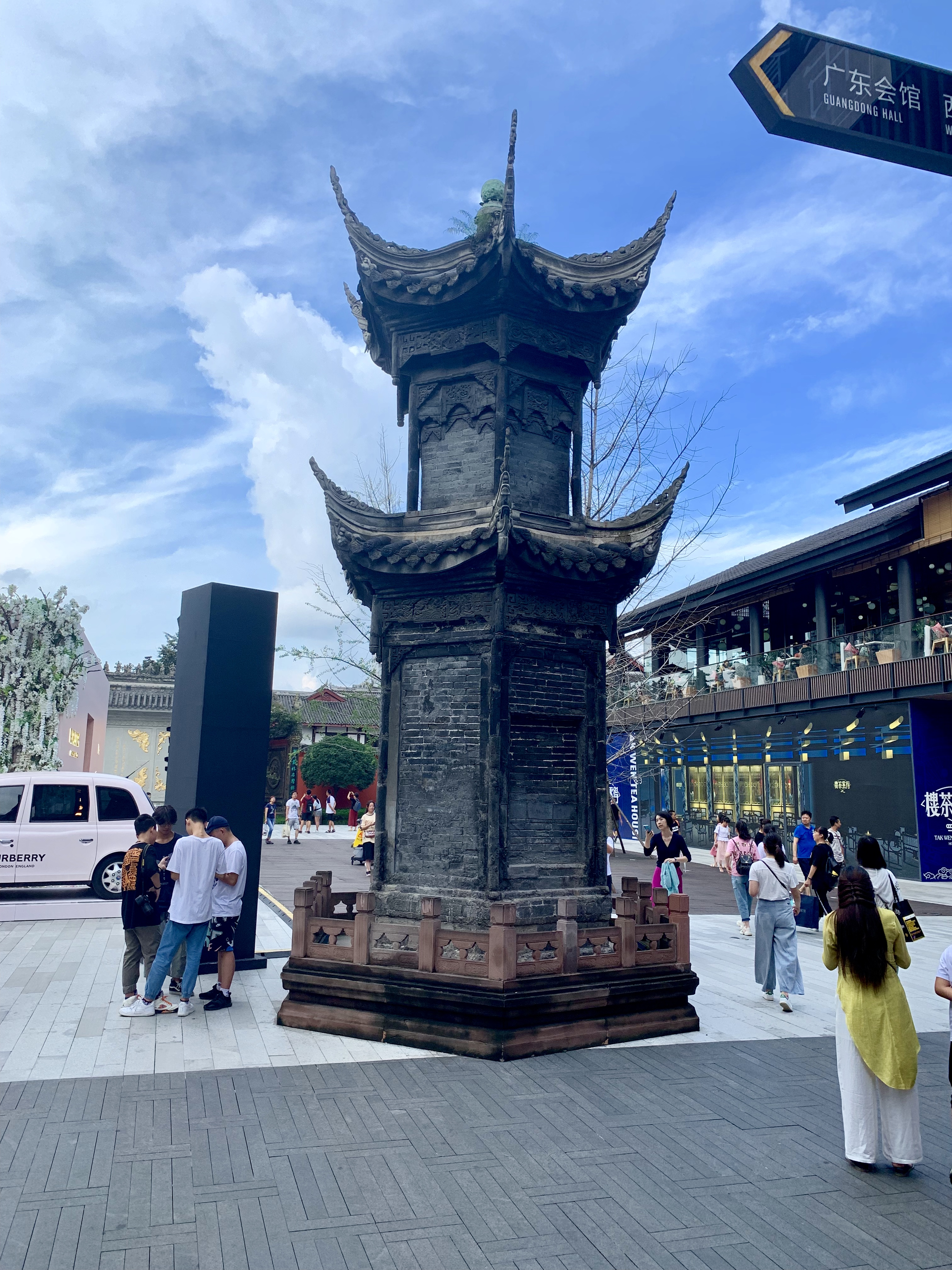
字库塔

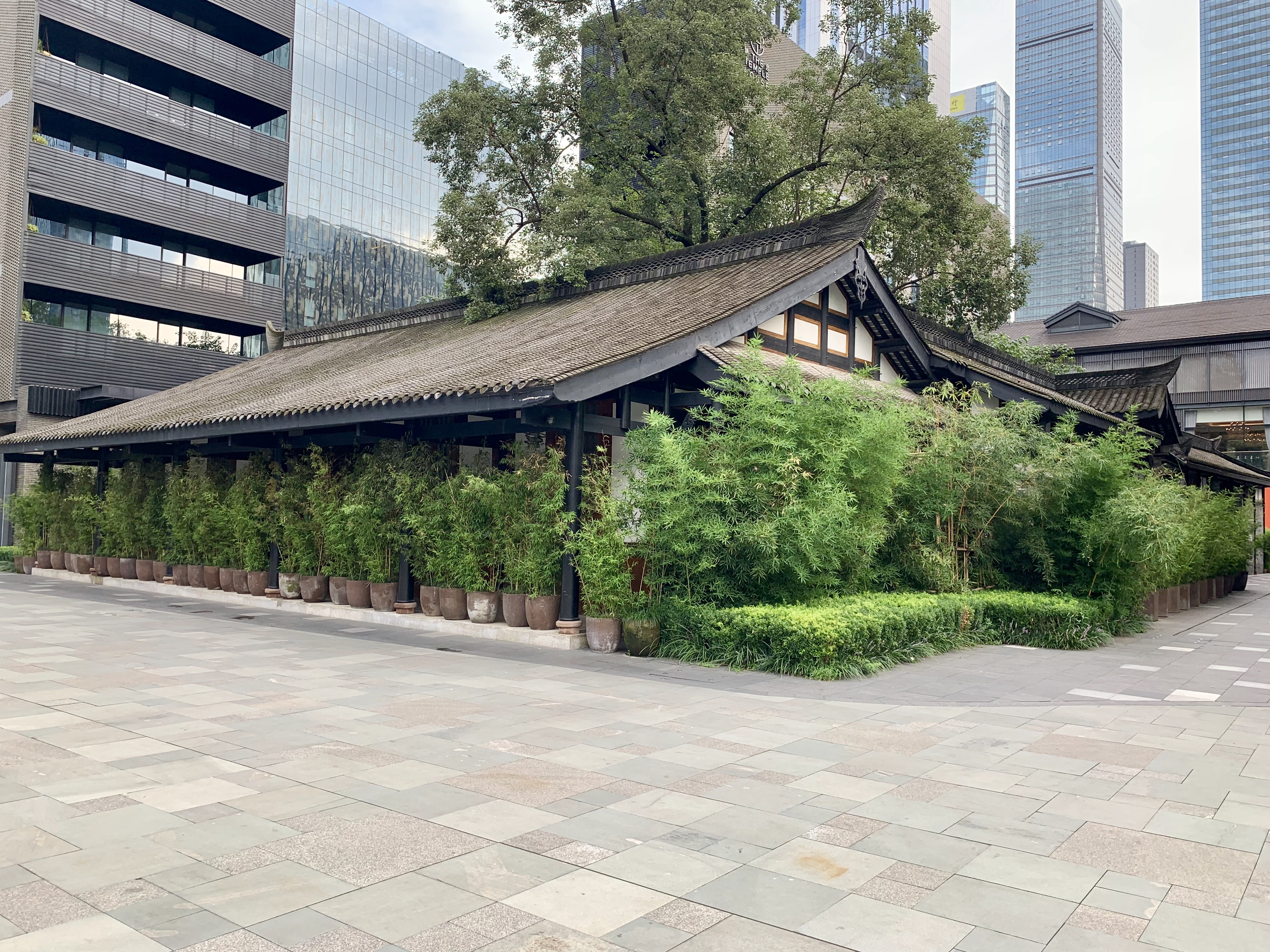
章华里庭院

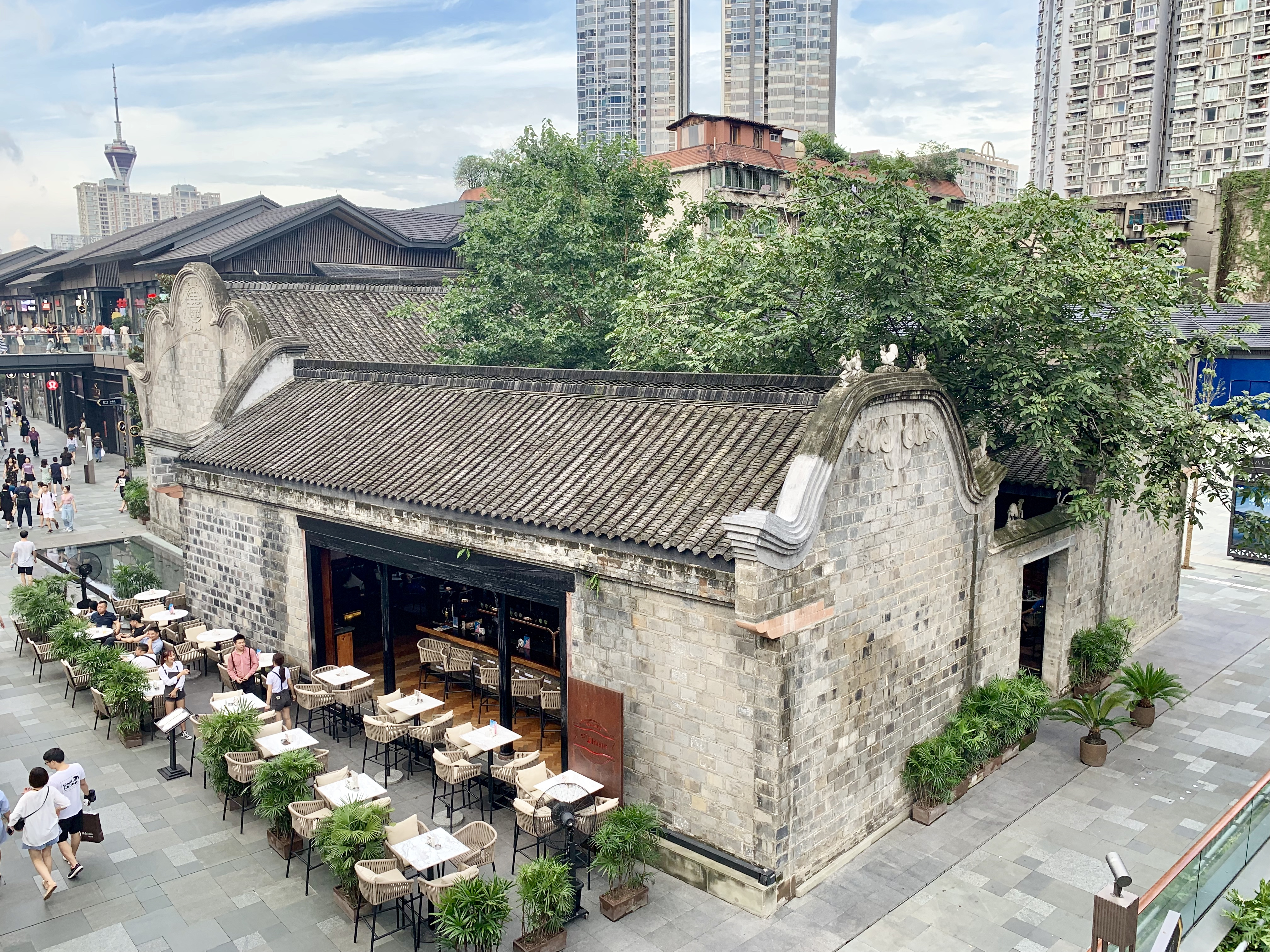
马家巷禅院

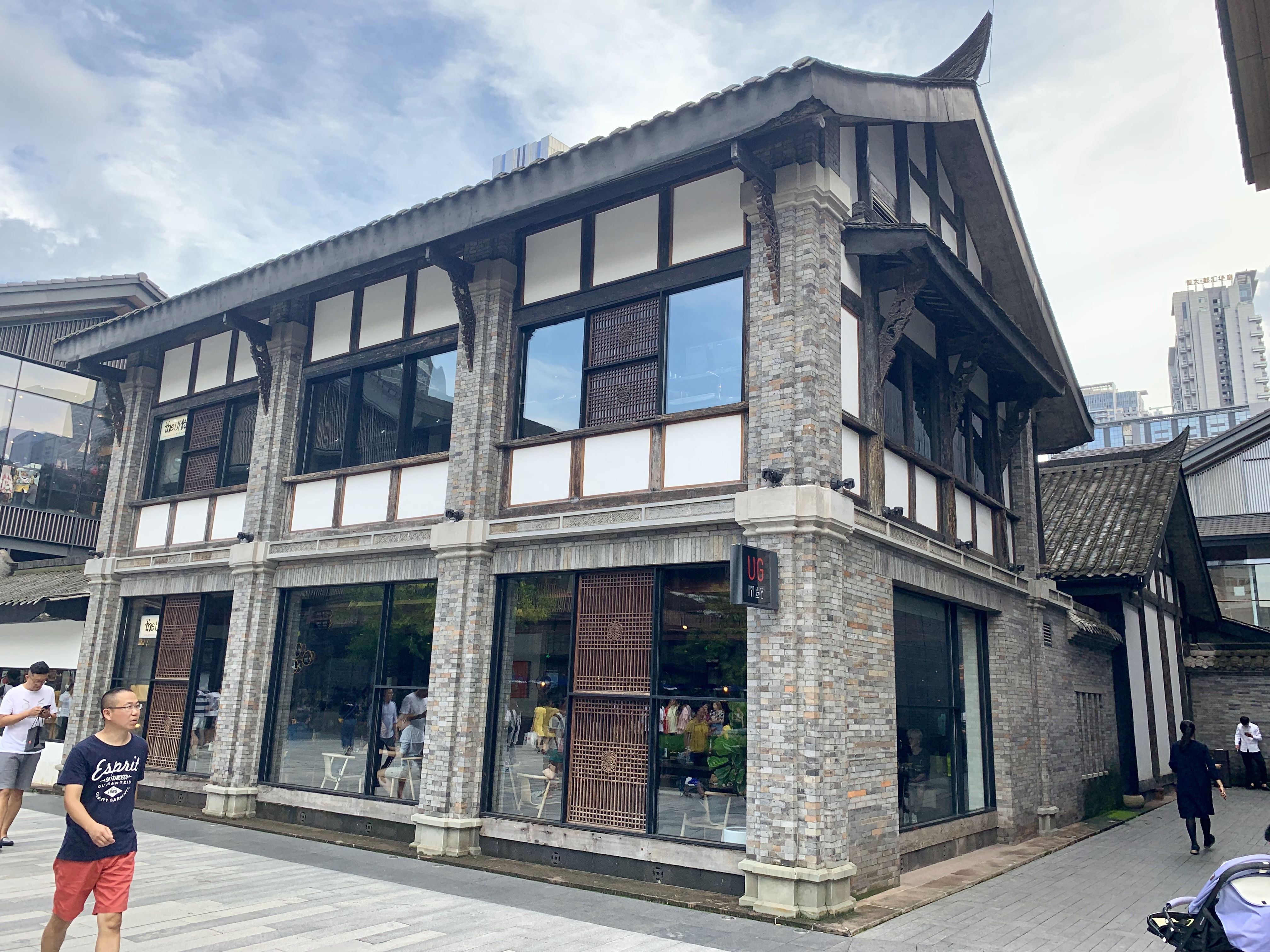
高徳麟宅

太古里内除大慈寺本身，共有六处历史建筑被保留并整修。它们散落于太古里内各处，并在整修后被赋予新的身份和用途。

### 广东会馆
广东会馆位于太古里西南侧，建于民国时期，原是在成都的广东客商聚会休闲的场所。广东会馆继承了岭南建筑风格，屋顶宽大、立柱粗壮而样式简朴。院落向南开有天井，北面为厚实的墙体。会馆内有绘制了潮剧故事的花砖墙，其材料皆自广东运来。广东会馆在2016年被列入成都市历史建筑保护名录，2020年被列入成都市文物保护单位。在改造后，它现在作为太古里的一处展览场所，举行了多次时尚发布会、设计展览等活动。

### 笔帖式街15号
笔帖式街15号始建于清朝晚期，是从事官方文书的满语和汉语互译工作的人员的办公场所。其建筑为典型的川西民居庭院，整体运用青砖修建，在后期改建中也融入民国建筑中西结合的风格。2014年，笔帖式街15号被列入成都历史建筑保护名录。整修后，笔帖式街15号成为博舍酒店的入口。

### 欣庐
欣庐位于太古里西南角，其始建于清朝末年。“欣庐”之名得来于其被收归公有之前的最后一任主人蒲欣芦。其建筑为典型的川西民居风格，内部格局为三合院，上下两层。2014年，欣庐被列入成都市历史建筑保护名录。整修后，欣庐内开设一间宝珀手表店。

### 马家巷禅院
马家巷禅院位于太古里东里，为清朝晚期建成，原作为大慈寺的居士禅院使用。其内有供参禅拜祭的禅堂和禅室。2016年，马家巷禅院被列入成都市历史建筑保护名录。该院落在太古里建成后被改造为一处精酿酒吧暨西式餐吧。

### 字库塔
字库塔又名惜字亭，位于太古里中部的漫广场，始建于明朝。其高度为7.6米，是由四川本地青砖砌成的双层六角塔式建筑物。其最初用途为供读书人焚烧书本纸张，在太古里建成后，其被完整保留，但已不再承担任何实际功能，成为一处装饰品。

### 章华里庭院
章华里庭院包括7、8号院两座庭院。7号院原本为大慈寺东禅堂桑园。民国时期增设建筑形成川西风格的住宅庭院。8号院则是始建于民国时期的一个大型四合院。2016年，章华里庭院入选成都市历史建筑保护名录。在太古里发展计划中，章华里庭院被包括在博舍酒店内，并改造为一处中式风格的高端茶室和一处高端SPA场所。

## 运用情况

店面
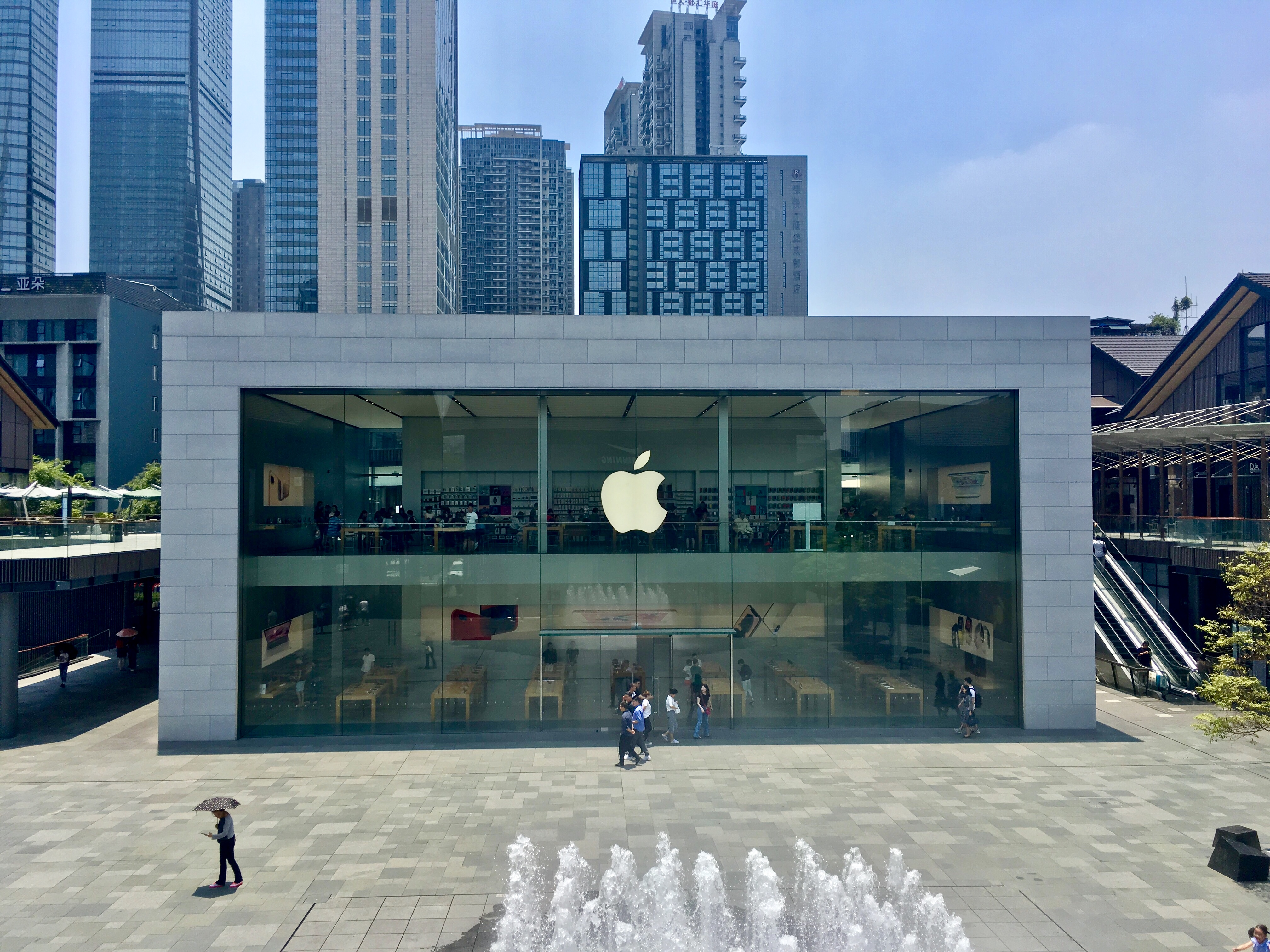
Apple 成都太古里
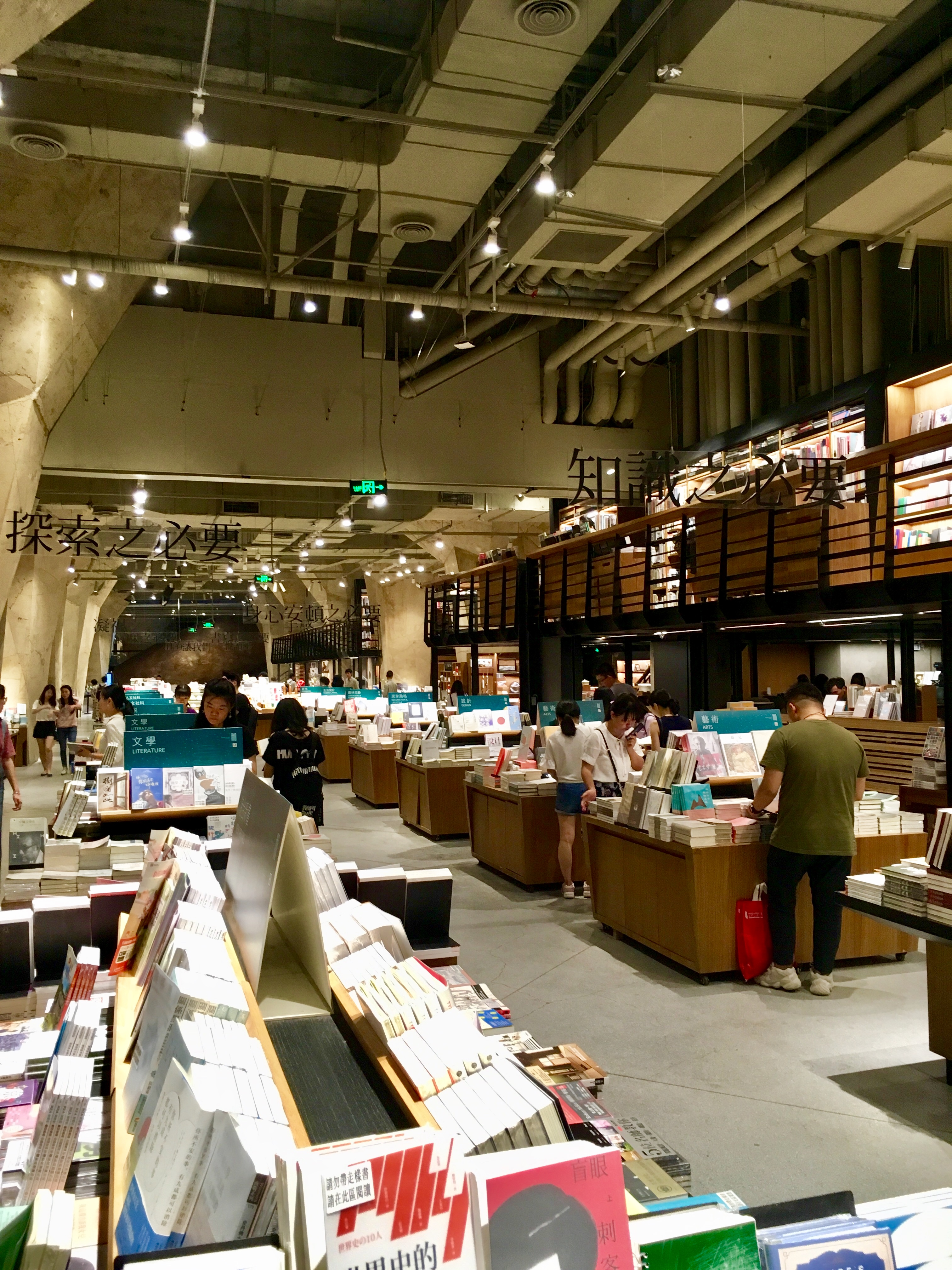
方所书店

成都远洋太古里开设有三百余间店铺，其中不乏Apple Store、无印良品旗舰店、古驰、卡地亚、爱马仕等流行或奢侈品牌。除此之外，成都太古里特色店面还有位于地下一层的方所书店、广东会馆旁的星巴克旗舰店。太古里店铺安放大致遵循快慢分区的原则，独栋的奢侈品和时尚品牌面向外侧公路，连接“快里”；独立品牌、休闲餐饮和生活品牌则在内侧紧靠大慈寺，连接“慢里”。地下一层则布置有超商、影院、书店等大型店面以及各式平价小店。虽然大致有以上区划，但太古里刻意进行了业态混合布局，以提升整体吸引力。太古里业态中零售业占比最大，逾六成；餐饮约占两成比重，而其他店面占大约一成。丰富的体验型店面也是成都太古里的特色所在。至2018年底，太古里零售店面租用率达到99%，2018年零售收入增长达22%。太古里东南角的博舍则是拥有100间客房与42间服务公寓的太古地产旗下奢侈酒店之一。其以历史建筑笔帖式街15号为入口，除泳池、健身房、西餐厅、酒吧和咖啡厅等惯常配置外，还设有老建筑改建成的水疗馆和茶室。睿东中心则是47层的甲级写字楼，提供12.1万平米的办公面积和499个停车位。2015年8月7日，太古地产宣布睿东中心以21亿元人民币被售出。但由于买方款项支付不及时，实际确认售出面积仅52%。2018年，又有一部分写字楼区域被出售。

## 评价

### 批评与争议

#### 城市改造的局限性及士绅化问题
有批评指出，成都远洋太古里在城市改造过程中看似尊重传统城市文化，实际上只是将传统元素穿插在单纯的物质空间内，作为商业的一大噱头，却把原本完整延续的传统市井文化碎片化、形式化，用消费主义取代了原有日常生活空间，在实际上依旧扼杀了城市传统。而该片区改造实际上属于典型的士绅化进程，通过用奢侈店面置换原有居民迎合精英阶层审美趣味，加剧了社会不平等。看似尊重当地文化的改造不过是在相似外壳下更换进无异于上海、香港甚至纽约的奢侈商业来私有化原本面向大众的公共空间。而在改造过程中，公众话语权的缺乏也遭到批评。在大慈寺片区改造进程中，地方媒体、政府与地产商形成合作关系共同推销改造方案，导致民众的真实声音被宣传攻势所淹没，更消解了民众对真正消费需求的话语权。

#### 摄影许可问题

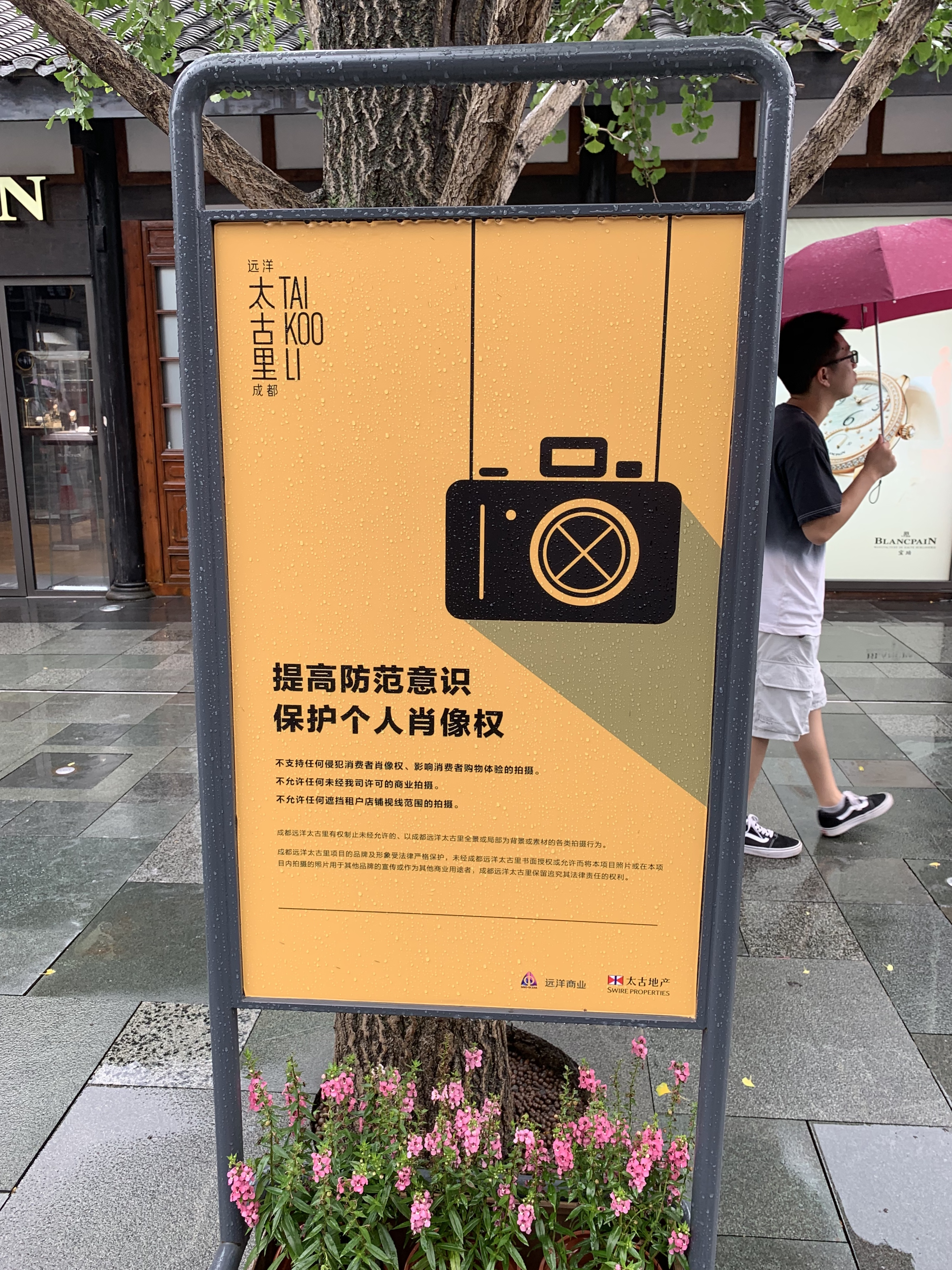
成都太古里室外所布置的提醒访客拒绝街拍、保护肖像权的告示

由于成都太古里街区设计富有特色，吸引了许多街拍客，经常出现多位摄影师拿着相机围绕游客拍照的场景。但部分街拍客的这种行为引起了一些游客的争议和反感。2019年7月，成都太古里树起了“禁止未经允许的拍照/拍摄”的告示牌。太古里客服中心的工作人员称此举系保护个人肖像权，需申请许可的拍摄仅限于商业拍摄（媒体合作和租户拍摄）或拍摄时需使用三脚架的两种情形，婚纱照、个人写真、电商产品宣传、街头随机采访、多人快闪乃至与太古里及其租户产生相关竞争关系的拍摄、与太古里内容无关的拍摄、遮挡租户店铺视线范围等拍摄类型并不能申请许可，且属于此次“明确禁止”的范围中。